# Éric Michaud
Pour les articles homonymes, voir Michaud.
Pas d'image ? Cliquez ici

a Compétitions nationales et continentales officielles uniquement.

Dernière mise à jour le 24 octobre 2012.
Éric Michaud, né le 14 décembre 1965 à Paris, est un joueur français de rugby à XV évoluant au poste de pilier.

## Biographie
Éric Michaud a notamment joué au CA Bègles Bordeaux où il a été champion de France en 1991.
Il poursuit sa carrière au Stade bordelais et à l'AS Soustons, puis au FC Grenoble et au Stade montois avant de finir sa carrière au Stade français.

## Palmarès
Avec CA Bègles-Bordeaux
- Championnat de France de première division :
  - Champion (1) : 1991
- Challenge Yves du Manoir :
  - Finaliste (1) : 1991

Avec Mont de Marsan
- Championnat de France de Nationale 1 :
  - Champion (1) : 1998
- Championnat de France Elite 2 :
  - Champion (1) : 1999[5]